# Umbriel (vệ tinh)
Umbriel (phát âm là / ʌmbriəl /) là vệ tinh lớn thứ ba của Sao Thiên Vương và được William Lassell phát hiện vào ngày 24 tháng 10 năm 1851. Nó được phát hiện cùng lúc với Ariel và được đặt tên theo một nhân vật trong bài thơ The Rape of the Lock của Alexander Pope. Umbriel có thành phần chính là một lớp băng phủ trên một lõi đá. Umbriel có bề mặt tối nhất trong số các vệ tinh của Sao Thiên Vương, điều này có thể là do chịu ảnh hưởng bởi nhiều va chạm. Tuy nhiên, sự tồn tại của các hẻm núi trên bề mặt vệ tinh này có thể là hệ quả của các quá trình nội sinh sớm, và vệ tinh này có thể đã trải qua một sự kiện tái tạo bề mặt do nội sinh định hướng sớm khiến bề mặt cũ của nó bị xóa sổ.
Được bao phủ bởi rất nhiều hố thiên thạch đường kính 210 km (130 dặm), Umbriel là vệ tinh thứ hai của sao Thiên Vương có nhiều hố thiên thạch, sau Oberon. Các tính chất bề mặt nổi bật nhất là một vòng vật chất sáng trên sàn miệng núi lửa Wunda. Mặt trăng này, giống như tất cả các mặt trăng của Sao Thiên Vương, có thể hình thành từ một đĩa bồi tụ bao quanh hành tinh ngay sau khi nó hình thành. Hệ thống Uranian chỉ được nghiên cứu gần một lần, do các tàu vũ trụ Voyager 2 thực hiện vào tháng 1 năm 1986. Người ta đã chụp được vài hình ảnh của Umbriel, cho phép lập bản đồ khoảng 40% bề mặt của nó.

## Đặc điểm bề mặt

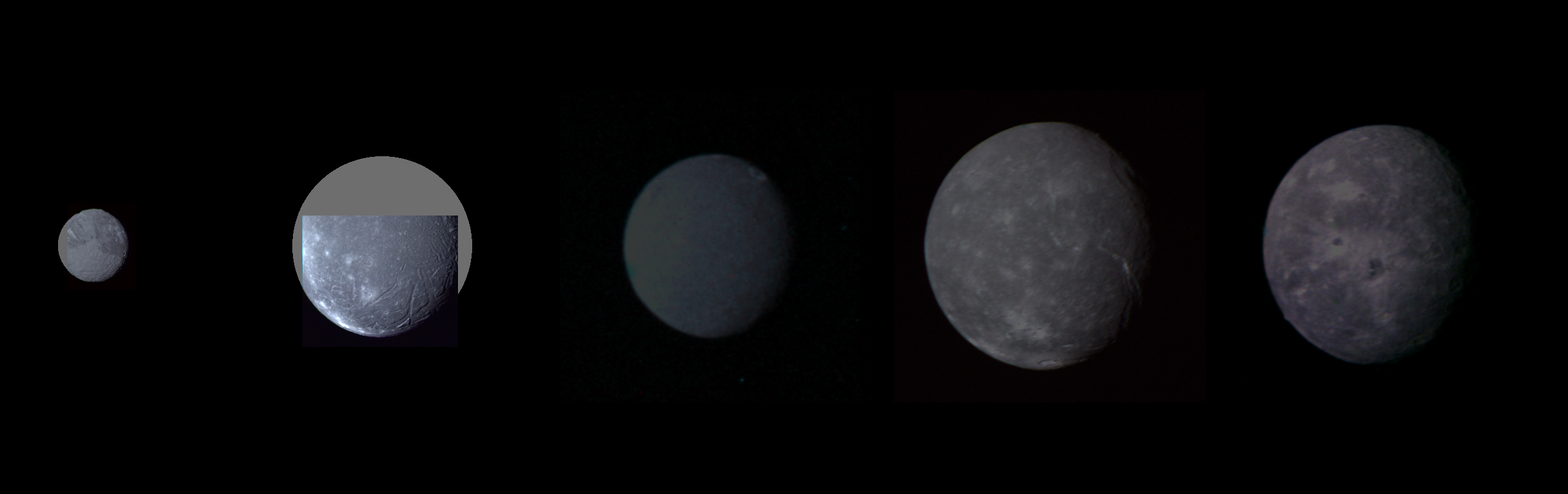
Năm vệ tinh lớn nhất của Sao Thiên Vương được so sánh bằng kích thước tương đối và độ sáng. Tứ trái sang phải (theo thứ tự từ Sao Thiên Vương trở ra): Miranda, Ariel, Umbriel, Titania và Oberon.

Bề mặt của Umbriel là tối nhất trong số các vệ tinh của Sao Thiên Vương, và phản xạ ánh sáng ít hơn một nửa của Ariel, một vệ tinh của Sao Thiên Vương có kích thước tương tự. Umbriel có suất phản xạ Bond rất thấp chỉ khoảng 10% so với 23% của Ariel. Sự phản xạ của bề mặt của nó giảm từ 26% ở một góc pha là 0° (suất phản chiếu hình học) đến 19% tại một góc khoảng 1°. Hiện tượng này được gọi là tăng đối lập. Ngược lại với những gì được quan sát được đối với các vệ tinh tối của Sao Thiên Vương là Oberon, bề mặt của Umbriel là hơi có màu xanh nhạt, trong khi những chỗ sáng là ảnh hưởng của các tích tụ (trong Wunda miệng núi lửa, ví dụ) thậm chí xanh hơn. Có thể có sự bất đối xứng bán cầu dẫn đường (bán cầu đầu theo chiều chuyển động của nó) và bán cầu theo sau; bán cầu dẫn đường có thể đỏ hơn so với bán cầu theo sau. Bề mặt đỏ của nó có thể là kết quả của sự phong hóa không gian do bị bắn bắn phá bởi các hạt tích điện và các thiên thạch rất nhỏ trong quá trình hình thành hệ Mặt Trời Tuy nhiên, sự bất đối xứng màu sắc của Umbriel có thể gây ra do tích tụ của các vật liệu màu đỏ đến từ các phần bên ngoài của hệ thống Sao Thiên Vương, có thể, từ các vệ tinh bất thường, mà sẽ xảy ra chủ yếu trên bán cầu dẫn đầu. Bề mặt của Umbriel là tương đối đồng nhất, nó không thể hiện sự biến đổi mạnh mẽ về suất phản chiếu hay màu sắc. Cho đến nàCác nhà khay, các nhà học công nhận chỉ có một kiểu đặc điểm địa chất trên Umbriel là miệng núi lửa. Bề mặt của Umbriel có nhiều núi lửa và kích thước của chúng lớn hơn so với Ariel và Titania và cũng là ít hoạt động địa chất nhất. Trong thực tế chỉ có Oberon có nhiều hố va chạm hơn Umbriel. Kích thước các hố va chạm được quan sát nằm trong khoảng từ vài km ở phần dưới thấp tới 210 km đối với hố lớn nhất được biết đến, Wokolo. Tất cả các hố thiên thạch được công nhận trên Umbriel đều có đỉnh ở trung tâm, nhưng không có hố nào có hệ thống tỏa tia.
| Hố       | Đặt tên theo                              | Tọa độ                            | Đường kính (km) |
| -------- | ----------------------------------------- | --------------------------------- | --------------- |
| Alberich | Alberich (Norse)                          | 33°36′N 42°12′Đ / 33,6°N 42,2°Đ   | 52.0            |
| Fin      | Fin (Danish)                              | 37°24′N 44°18′Đ / 37,4°N 44,3°Đ   | 43.0            |
| Gob      | Gob (Pagan)                               | 12°42′N 27°48′Đ / 12,7°N 27,8°Đ   | 88.0            |
| Kanaloa  | Kanaloa (Polynesian)                      | 10°48′N 345°42′Đ / 10,8°N 345,7°Đ | 86.0            |
| Malingee | Malingee(Australian Aboriginal mythology) | 22°54′N 13°54′Đ / 22,9°N 13,9°Đ   | 164.0           |
| Minepa   | Minepa (Makua people of Mozambique)       | 42°42′N 8°12′Đ / 42,7°N 8,2°Đ     | 58.0            |
| Peri     | Peri (Persian)                            | 9°12′N 4°18′Đ / 9,2°N 4,3°Đ       | 61.0            |
| Setibos  | Setibos (Patagonian)                      | 30°48′N 346°18′Đ / 30,8°N 346,3°Đ | 50.0            |
| Skynd    | Skynd (Danish)                            | 1°48′N 331°42′Đ / 1,8°N 331,7°Đ   | 72.0            |
| Vuver    | Vuver (Finnish)                           | 4°42′N 311°36′Đ / 4,7°N 311,6°Đ   | 98.0            |
| Wokolo   | Wokolo (Bambara people of Tây Phi)        | 30°00′N 1°48′Đ / 30°N 1,8°Đ       | 208.0           |
| Wunda    | Wunda (Australian Aboriginal mythology)   | 7°54′N 273°36′Đ / 7,9°N 273,6°Đ   | 131.0           |
| Zlyden   | Zlyden (Slavic)                           | 23°18′N 326°12′Đ / 23,3°N 326,2°Đ | 44.0            |

## Thành phần và cấu trúc bên trong

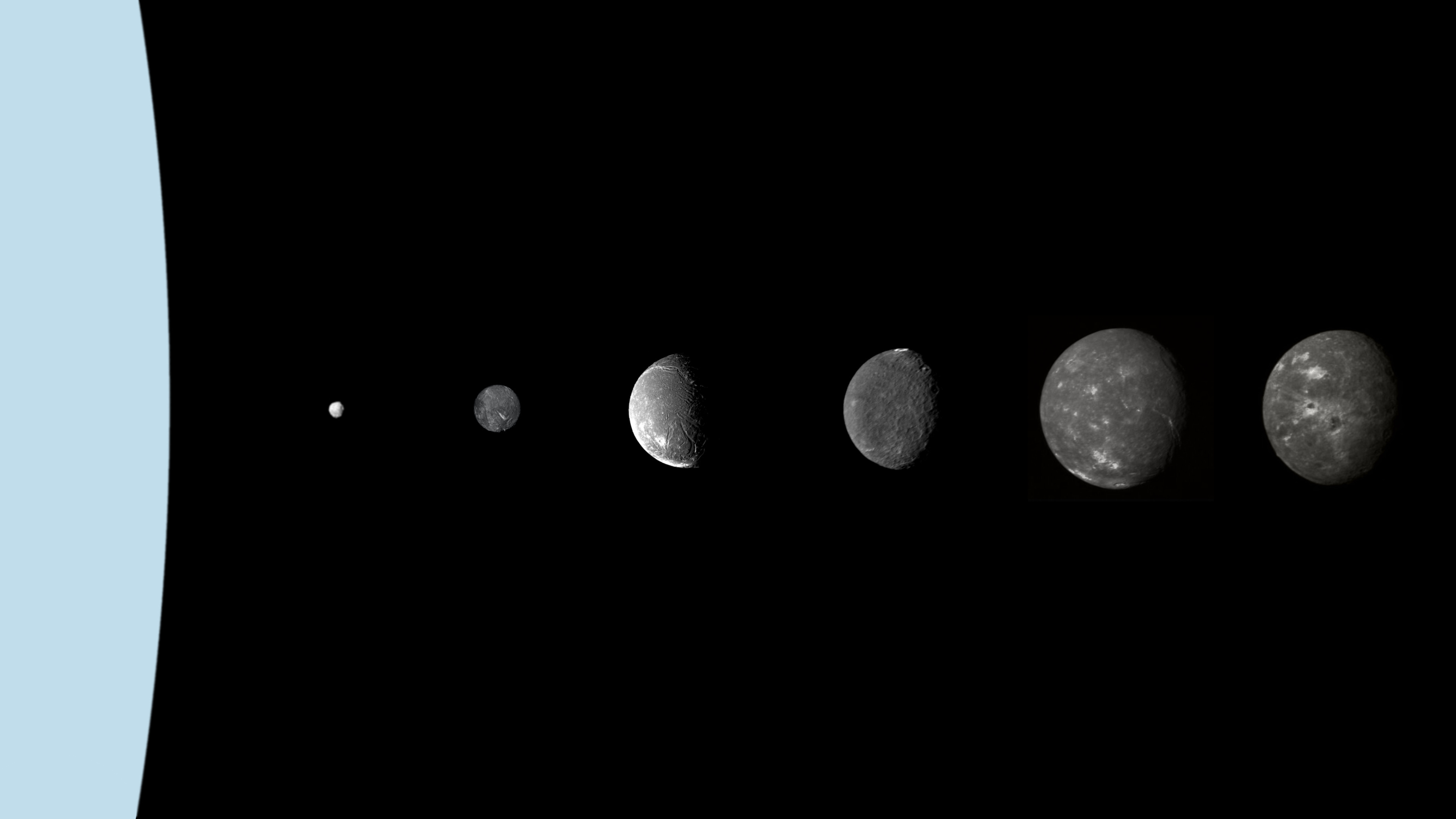
Sao Thiên Vương và sáu vệ tinh lớn nhất của nó (kích thước theo tỷ lệ, thứ tự khoảng cách đến hành tinh không theo tỷ lệ). Từ trái sang phải: Puck, Miranda, Ariel, Umbriel, Titania và Oberon.

Khối lượng tương đối của các vệ tinh Sao Thiên Vương. Năm vệ tinh hình cầu từ Miranda chiếm 0.7% tới Titania chiếm gần 40% tổng khối lượng. Các vệ tinh khác tổng cộng chiếm khoảng 0,1%, và hầu như không thể thấy trong sơ đồ này.

Umbriel là vệ tinh lớn thứ ba và nặng thứ tư của Sao Thiên Vương. Mật độ của nó là 1,39 g/cm3, tức là thành phần của nó chủ yếu là băng đá, trong khi thành phần đặc không phản băng chiếm khoảng 40% khối lượng của nó. Thành phần này có thể là các vật liệu đá và carbonat bao gồm các hợp chất hữu cơ nặng như tholin. Sự hiện diện của băng nước được hỗ trợ bởi hồng ngoại quang phổ quan sát, đã cho thấy tinh thể nước đá trên bề mặt của mặt trăng.nước đá dải hấp thụ mạnh hơn trên hàng đầu bán cầu của Umbriel hơn so với bán cầu theo sau. Nguyên nhân của tính không đối xứng này là không biết đến, nhưng nó có thể liên quan đến bắn phá bằng các hạt tích điện từ những quyển từ của Sao Thiên Vương, đó là mạnh mẽ hơn trên bán cầu theo sau (do huyết tương đồng của luân-the). [8] Các hạt năng lượng có xu hướng bắn mực lên băng nước, bị phân hủy khí mêtan bị mắc kẹt trong băng là dạng mắt lưới hydrat và tối hữu cơ khác, để lại một tối, carbon giàu có dư lượng phía sau. [8] 
Ngoại trừ các nước, chỉ có một hợp chất được xác định trên bề mặt của Umbriel của quang phổ học hồng ngoại là carbon dioxide, được tập trung chủ yếu vào các bán cầu theo sau. [8] Nguồn gốc của khí carbon dioxide không phải là hoàn toàn rõ ràng. Nó có thể được sản xuất tại địa phương từ cacbonat hoặc các vật liệu hữu cơ dưới ảnh hưởng của các hạt năng lượng điện từ các quyển từ của Sao Thiên Vương hoặc năng lượng mặt trời cực tím bức xạ. Giả thuyết này có thể giải thích sự bất đối xứng trong phân phối của nó, như bán cầu theo sau là chịu ảnh hưởng điện từ trường mạnh hơn so với bán cầu hàng đầu. Một nguồn có thể là outgassing của nguyên thủy CO 2 bị mắc kẹt do băng của nước trong nội thất Umbriel. Việc thoát khỏi CO 2 từ bên trong có thể liên quan đến các hoạt động địa chất vừa qua trên mặt trăng này.
Umbriel có thể được phân biệt thành đá lõi băng được bao quanh bởi một lớp phủ. [20] Nếu đây là trường hợp, bán kính của lõi (317 km) là khoảng 54% bán kính của Mặt Trăng, và khối lượng của nó là khoảng 40% Mặt Trăng của hàng loạt các tham số được quyết định bởi thành phần của mặt trăng. Áp lực ở trung tâm của Umbriel là khoảng 0,24 GPa (2,4 kbar). [ Các trạng thái hiện tại của lớp vỏ băng giá là không rõ ràng, mặc dù sự tồn tại của một đại dương bên dưới bề mặt được xem là khó xảy ra.

## Thăm dò
Cho đến nay chỉ đóng lên hình ảnh của Umbriel có được từ 2 Voyager thăm dò, mà chụp ảnh mặt trăng của nó trong flyby của Sao Thiên Vương vào tháng 1 năm 1986. Từ khoảng cách gần nhất giữa Voyager 2 và Umbriel là 325.000 km (202.000 dặm), những hình ảnh tốt nhất của mặt trăng này có độ phân giải không gian của khoảng 5,2 km. [22] Những hình ảnh bao gồm khoảng 40% bề mặt, nhưng chỉ 20% đã được chụp ảnh với chất lượng cần thiết để lập bản đồ địa chất. Vào thời điểm các flyby bán cầu nam của Umbriel (như những người của các vệ tinh khác) cũng đã được chỉ về phía Mặt trời, do đó) phía Bắc (tối bán cầu có thể không được nghiên cứu. Không có tàu vũ trụ khác đã từng viếng thăm Sao Thiên Vương (và Umbriel), và sứ mệnh không với Thiên vương tinh và mặt trăng của nó là kế hoạch.